# Pusiola derelicta
Pusiola derelicta là một loài bướm đêm thuộc phân họ Arctiinae, họ Erebidae.